# Еміліо Нсуе
Еміліо Нсуе (ісп. Emilio N'sue, нар. 30 вересня 1989, Пальма) — іспанський та екваторіально-гвінейський футболіст, нападник іспанського клубу «Інтерсіті». Виступав також за клуби «Мальорка», «Кастельйон» та «Реал Сосьєдад». Має також громадянство Екваторіальної Гвінеї та грає за її національну збірну.

## Клубна кар'єра
Народився 30 вересня 1989 року в місті Пальма-де-Майорка. Вихованець футбольної школи клубу «Мальорка». Дорослу футбольну кар'єру розпочав 2008 року в основній команді того ж клубу взявши участь лише у 2 матчах чемпіонату.
Своєю грою за цю команду привернув увагу представників тренерського штабу клубу «Кастельйон», до складу якого на правах оренди приєднався того ж року. Відіграв за клуб з міста Кастельйон-де-ла-Плана наступний сезон своєї ігрової кар'єри. Більшість часу, проведеного у складі «Кастельйона», був основним гравцем атакувальної ланки команди.
2009 року уклав контракт з клубом «Реал Сосьєдад», у складі якого провів один рік своєї кар'єри гравця. Граючи у складі «Реал Сосьєдада» також здебільшого виходив на поле в основному складі команди.
До складу клубу «Мальорка» повернувся 2010 року. Всього встиг відіграти за клуб з Балеарських островів 142 матчі в національному чемпіонаті.
31 липня 2014 року на правах вільного агента підписав дворічний контракт з англійським «Мідлсбро» з Чемпіоншіпа.

## Виступи за збірні
2005 року дебютував у складі юнацької збірної Іспанії, взяв участь у 33 іграх на юнацькому рівні, відзначившись 15 забитими голами.
Протягом 2009–2010 років залучався до складу молодіжної збірної Іспанії. На молодіжному рівні зіграв у 18 офіційних матчах, забив 5 голів. Разом із збірною переміг на молодіжній першості Європи, яка проходила 2011 року у Данії.
2013 року дебютував в офіційних матчах у складі національної збірної Екваторіальної Гвінеї. 2015 року став автором першого голу на домашньому Кубку африканських націй, забивши його у матчі-відкриття проти збірної Конго (1:1).
Наразі провів у формі головної команди країни 5 матчів і забив 1 гол.

## Титули та досягнення

### Командні

#### Іспанія
- Чемпіон Європи (U-19): 2007
- Чемпіон Європи (U-21): 2011.
- Переможець Середземноморських ігор: 2009
- Найкращий бомбардир Кубка африканських націй: 2024